# San Sebastiano Curone
San Sebastiano Curone é uma comuna italiana da região do Piemonte, província de Alexandria, com cerca de 543 habitantes. Estende-se por uma área de 3,95 km², tendo uma densidade populacional de 181 hab/km². Faz fronteira com Brignano-Frascata, Dernice, Gremiasco, Montacuto.

## Demografia
| Variação demográfica do município entre 1861 e 2011                               |
|                                                                                   |
| Fonte: Istituto Nazionale di Statistica (ISTAT) - Elaboração gráfica da Wikipedia |